# 国立先住民言語研究所
国立先住民言語研究所（こくりつせんじゅうみんげんごけんきゅうじょ、スペイン語: Instituto Nacional de Lenguas Indígenas, INALI）は、メキシコの先住民言語の使用を促進するために2003年に設立されたメキシコの政府機関。現在は文化省に所属する。

## 概要
2001年にメキシコ憲法が修正され、メキシコが多文化国家であると規定された。国立先住民言語研究所は2003年に公布された「先住民の言語の権利のための一般法」第4章により、公共教育省に属する機関として設立され、その目的はメキシコ国内の先住民の言語の強化、保護、発達を助けることにある。
2005年に「メキシコ先住民言語カタログ」を出版し、2008年にはすべての言語変種のカタログを出版した。先住民言語の種類については議論が分かれるが、国立先住民言語研究所はライル・キャンベルによる1997年の分類を基本にして、11の語族、68の語群、364の言語変種に分けている。

## 歴史
メキシコではラサロ・カルデナス大統領時代（任期1934-1940年）にインディヘニスモ政策が進められ、1936年に先住民自治部門が開設され、1940年には第1回のインディヘニスモ国際会議が開かれた。ついでミゲル・アレマン大統領の時代の1946年に先住民局(DAI)、1949年にはそれにかわって全国先住民庁(INI)が設立された。また、ルイス・エチェベリア大統領時代（1970-1976年）の1975年には第1回の全国先住民会議が開かれた。
しかしながら1970年代以降、インディヘニスモは先住民共同体の自治による異なる文化の共存ではなく先住民の同化・メスティーソ化であるという批判がなされてきた。1994年にはサパティスタ民族解放軍による武装蜂起が発生し、インディヘニスモの弊害が明らかになった。これに対してビセンテ・フォックス大統領時代（任期2000-2006年）の2003年に全国先住民庁は解体され、新たに先住民発展のための全国委員会(CDI)が設立された。国立先住民言語研究所もCDIとともに2003年に発足した。